# Bagelkhand

Bagelkhand är ett landskap i centrala Indien, i nuvarande delstaten Madhya Pradesh, men från självständigheten 1947 till 1956 en egen delstat med namnet Vindhya Pradesh. Enligt Horace Hayman Wilson kommer namnet från baghelifolket. Dessa ska ha varit en gren av sisodhyia-rajputerna, vilka en gång ska ha migrerat österut mot Gujarat.
Bagelkhand agency var namnet för en grupp vasallstater i Brittiska Indien som bröts ut från Bundelkhand  agency mars 1871. Gruppen vasallstater bestod i Rewa och 11 mindre furstendömen, bland dem Maihar, Nagode och Sohawal med en total areal om 14 323 engelska kvadratmil.  Områdets befolkning minskade 1891-1901 med 11% till följd av hungersnöd. Torkan 1895-1897 orsakade det värsta svältåret 1897; åren 1899-1900 rådde torka i delar av Bagelkhand.